# Iram Javed
Iram Javed (Urdu ارم جاوید; * 16. Dezember 1991 in Lahore, Pakistan) ist eine pakistanische Cricketspielerin, die seit 2013 für die pakistanische Nationalmannschaft spielt.

## Kindheit und Ausbildung
Motiviert durch ihren Vater wendete sie sich schon früh dem Cricket zu. Sie war Teil des U19-Teams von Lahore und gab für das Team auch ihr List-A-Debüt.

## Aktive Karriere
Javed gab ihr Debüt in der Nationalmannschaft im WODI- und WTwenty20-Cricket im Sommer 2013 in Irland. Dabei konnte sie im ersten WODI 2 Wickets für 16 Runs als Bowlerin erreichen. Sie tat sich zunächst schwer damit, sich im Team zu etablieren. Ihre erste Weltmeisterschaft spielte sie beim ICC Women’s World Twenty20 2016, konnte dabei jedoch nicht überzeugen. Sie war auch Teil des Teams beim Women’s Cricket World Cup 2017 und hatte dort ihre beste Leistung bei der Niederlage gegen Australien mit 21 Runs. Im Jahr 2018 rutschte sie zunächst aus dem Nationalteam und hatte dort keine Einsätze, kam jedoch im Jahr 2019 wieder zurück. Ihr erstes Half-Century erzielte sie im Mai 2019 in einem Twenty20 in Südafrika. Auch war sie Teil des Teams für den ICC Women’s T20 World Cup 2020. Bei der Tour gegen die West Indies im November 2021 gelangen ihr 40 Runs im ersten WODI. Ihren nächsten Einsätze hatte sie, nachdem sie nicht für den Women’s Cricket World Cup 2022 nominiert wurde, im Sommer 2022. Dort spielte sie unter anderem in den drei Spielen der pakistanischen Mannschaft bei den Commonwealth Games 2022, konnte dort jedoch nicht überzeugen.